# Karsten Stenersen
Karsten Stenersen (* 24. September 1971 in Bergen (Norwegen)) ist ein ehemaliger norwegischer Radrennfahrer und nationaler Meister im Radsport.

## Sportliche Laufbahn
Stenersen war im Straßenradsport aktiv. Er begann seine Karriere im Verein Bjørgvin Cykkelklubb. Stenersen war Teilnehmer der Olympischen Sommerspiele 1992 in Barcelona und wurde 57. im olympischen Straßenrennen. Im Mannschaftszeitfahren wurde Norwegen mit Stig Kristiansen, Roar Skaane, Bjørn Stenersen und Karsten Stenersen 11. des Rennens.
Bei den Meisterschaften der Nordischen Länder gewann er 1988, 1989 und 1994 (mit Steffen Kjærgaard, Stig Kristiansen und Ole Sigurd Simensen) die Goldmedaille im Mannschaftszeitfahren. 1992 wurde er Zweiter, 1993 Dritter mit dem norwegischen Vierer.
1990 gewann er mit Bjørn Stenersen, Vegard Øverås Lied und Jørgen Pettersen den nationalen Titel im Mannschaftszeitfahren. 1991 konnte er den Titel mit Bjørn Stenersen und Bo André Namtvedt verteidigen. In den Rennen der Straßenradsport-Weltmeisterschaften 1988 wurde er 59., 1989 32., 1990 60. In der Tour de l’Avenir 1992 kam er auf den 30. Rang.

## Berufliches
Er hat einen Abschluss in Bauingenieurwesen an der University of Edinburgh.

## Familiäres
Sein Bruder Bjørn Stenersen war ebenfalls Radrennfahrer und Teilnehmer an den Olympischen Spielen.